# Krystyna Zabawska
Krystyna Danilczyk-Zabawska z domu Danilczyk (ur. 14 stycznia 1968 w Kopczanach) – polska lekkoatletka, która specjalizowała się w pchnięciu kulą. 4-krotna olimpijka (1992, 2000, 2004, 2008).

## Kariera sportowa
Czterokrotna olimpijka: Barcelona 1992 (10. miejsce), Sydney 2000 (5. miejsce), Ateny 2004 (5. miejsce) oraz Pekin 2008 (nie sklasyfikowana). W latach 1991–2003 sześć razy brała udział w mistrzostwach świata osiągając w tej imprezie największy sukces w roku 2003 gdy zajęła 6. miejsce. Cztery razy uczestniczyła w mistrzostwach Europy (w latach 1994–2006). Srebrna medalistka halowych mistrzostw świata (1999) oraz halowych mistrzostw Europy (2005). Międzynarodowa mistrzyni Francji (1992). 18 razy broniła barw narodowych w meczach międzypaństwowych (6 zwycięstw indywidualnych).
Wielokrotna medalistka i mistrzyni Polski.
16-krotnie zdobyła tytuł mistrzyni Polski seniorek (1991–1994, 1996–2004, 2006–2008). Ma w dorobku także 2 srebra oraz 1 brąz krajowego czempionatu. 15-krotna halowa mistrzyni Polski (raz zdobyła srebrny medal). Aktualna halowa rekordzistka Polski (19,26 w 1999). 11-krotna rekordzistka Regionu Podlaskiego na otwartym stadionie w pchnięciu kulą (od 16,06 do 19,42 m). Laureatka Złotych Kolców za rok 1999. Uznana najlepszą kulomiotką w historii w plebiscycie zorganizowanym z okazji 90-lecia Polskiego Związku Lekkiej Atletyki.
W 2010 podczas odbywających się w Białymstoku mistrzostw Polski juniorów, ogłosiła zakończenie kariery sportowej. Była zawodniczką klubów: KS Hańcza Suwałki (1986-1988), Jagiellonii Białystok (1989-1994) oraz Podlasia Białystok (1995-2010).

### Osiągnięcia
| Rok  | Impreza                             | Miejsce             | Pozycja           | Wynik |
| ---- | ----------------------------------- | ------------------- | ----------------- | ----- |
| 1991 | Halowe mistrzostwa świata           | Sewilla             | 11. miejsce       | 16,04 |
| 1991 | Finał A pucharu Europy              | Frankfurt nad Menem | 5. miejsce        | 18,02 |
| 1991 | Mistrzostwa świata                  | Tokio               | 12. miejsce       | 17,59 |
| 1992 | Igrzyska olimpijskie                | Barcelona           | 10. miejsce       | 18,29 |
| 1993 | Superliga pucharu Europy            | Rzym                | 6. miejsce        | 18,57 |
| 1993 | Mistrzostwa świata                  | Stuttgart           | el. – 17. miejsce | 17,62 |
| 1994 | Halowe mistrzostwa Europy           | Paryż               | 6. miejsce        | 18,57 |
| 1994 | Mistrzostwa Europy                  | Helsinki            | 9. miejsce        | 17,50 |
| 1996 | I liga pucharu Europy               | Bergen              | 1. miejsce        | 17,49 |
| 1997 | Halowe mistrzostwa świata           | Paryż               | 9. miejsce        | 18,18 |
| 1997 | I liga pucharu Europy               | Praga               | 1. miejsce        | 18,03 |
| 1997 | Mistrzostwa świata                  | Ateny               | 8. miejsce        | 17,83 |
| 1998 | Halowe mistrzostwa Europy           | Walencja            | 4. miejsce        | 18,81 |
| 1998 | I liga pucharu Europy               | Malmö               | 2. miejsce        | 18,07 |
| 1998 | Mistrzostwa Europy                  | Budapeszt           | 11. miejsce       | 17,69 |
| 1999 | Halowe mistrzostwa świata           | Maebashi            | 2. miejsce        | 19,00 |
| 1999 | Superliga pucharu Europy            | Paryż               | 1. miejsce        | 18,58 |
| 1999 | Mistrzostwa świata                  | Sewilla             | 8. miejsce        | 18,12 |
| 1999 | Finał Grand Prix IAAF               | Monachium           | 4. miejsce        | 18,48 |
| 2000 | Halowe mistrzostwa Europy           | Gandawa             | 5. miejsce        | 18,88 |
| 2000 | Igrzyska olimpijskie                | Sydney              | 5. miejsce        | 19,18 |
| 2001 | Halowe mistrzostwa świata           | Lizbona             | 8. miejsce        | 18,12 |
| 2001 | I liga pucharu Europy               | Vaasa               | 1. miejsce        | 18,76 |
| 2001 | Igrzyska frankofońskie              | Ottawa              | 1. miejsce        | 18,25 |
| 2001 | Mistrzostwa świata                  | Edmonton            | 10. miejsce       | 18,50 |
| 2001 | Igrzyska Dobrej Woli                | Brisbane            | 3. miejsce        | 18,23 |
| 2002 | Superliga pucharu Europy            | Annecy              | 3. miejsce        | 18,52 |
| 2002 | Mistrzostwa Europy                  | Monachium           | 7. miejsce        | 18,63 |
| 2003 | I liga pucharu Europy               | Lappeenranta        | 1. miejsce        | 18,12 |
| 2003 | Mistrzostwa świata                  | Paryż               | 6. miejsce        | 18,62 |
| 2003 | Światowy finał lekkoatletyczny IAAF | Monako              | 8. miejsce        | 17,85 |
| 2004 | Halowe mistrzostwa świata           | Budapeszt           | 5. miejsce        | 19,00 |
| 2004 | Halowy puchar Europy                | Lipsk               | 2. miejsce        | 18,50 |
| 2004 | Superliga pucharu Europy            | Bydgoszcz           | 4. miejsce        | 18,42 |
| 2004 | Igrzyska olimpijskie                | Ateny               | 5. miejsce        | 18,64 |
| 2004 | Światowy finał lekkoatletyczny IAAF | Monako              | 2. miejsce        | 18,27 |
| 2005 | Halowe mistrzostwa Europy           | Madryt              | 2. miejsce        | 18,96 |
| 2006 | Zimowy puchar Europy w rzutach      | Tel Awiw-Jafa       | 5. miejsce        | 17,88 |
| 2006 | Halowe mistrzostwa świata           | Moskwa              | el. – 11. miejsce | 17,53 |
| 2006 | Superliga pucharu Europy            | Malaga              | 3. miejsce        | 17,78 |
| 2006 | Mistrzostwa Europy                  | Göteborg            | 9. miejsce        | 17,99 |
| 2006 | Puchar świata                       | Ateny               | 7. miejsce        | 17,74 |
| 2007 | Superliga pucharu Europy            | Monachium           | 4. miejsce        | 17,59 |
| 2008 | Superliga pucharu Europy            | Annecy              | 4. miejsce        | 17,99 |
| 2008 | Igrzyska olimpijskie                | Pekin               | –                 | NM    |

### Rekordy życiowe
| Konkurencja              | Rezultat | Data           | Miejsce | Uwagi                |
| ------------------------ | -------- | -------------- | ------- | -------------------- |
| Pchnięcie kulą – stadion | 19,42    | 8 lipca 1992   | Lyon    |                      |
| Pchnięcie kulą – hala    | 19,26    | 21 lutego 1999 | Spała   | halowy rekord Polski |

## Życie prywatne
Krystyna Zabawska z domu Danilczyk córka Henryka i Stanisławy Krawczuk jest absolwentką szkoły zawodowej w Suwałkach oraz Akademii Wychowania Fizycznego. Jej mężem był Przemysław Zabawski, mają córkę Darię, która także uprawia lekkoatletykę. Aktualnie pracuje jako nauczyciel Wychowania Fizycznego w Zespole Szkół Handlowo-Ekonomicznych w Białymstoku oraz jest wykładowcą w Wyższej Szkole Wychowania Fizycznego i Turystyki w Białymstoku, w którym to mieście mieszka.